# Nubkhesbed
Nubkhesbed ("Vàng và Ngọc lưu ly") là một vương hậu sống vào thời kỳ Vương triều thứ 20 trong lịch sử Ai Cập cổ đại. Bà là Chánh cung duy nhất được biết đến của pharaon Ramesses VI và là mẹ của pharaon Ramesses VII, công chúa Iset, hoàng tử Amenherkhepshef D và hoàng tử Panebenkemyt.
Bà chỉ được biết đến qua những phù điêu trên lăng mộ KV13 của con trai Amenherkhepshef và trên một tấm bia của Iset tại Coptos. Không rõ nơi chôn cất của Nubkhesbed.